# Álvaro Alabart Fernández-Cavada
Álvaro Alabart Fernández-Cavada (n. Fez, Marruecos, 18 de febrero de 1952) es un diplomático y abogado hispano-marroquí.

## Carrera profesional
Es Licenciado en Derecho. En el año 1979, ingresó en la carrera diplomática y sus primeros destinos fueron en las representaciones españolas en Honduras, Argentina y los Estados Unidos.
Después ha sido vocal en la Presidencia del Gobierno, vicesecretario general técnico del Ministerio de Asuntos Exteriores y jefe segundo en la Jefatura de Protocolo del Estado.
En el mes de noviembre de 2000 fue nombrado embajador de España en Kuwait, luego fue jefe segundo en la Embajada Española en Portugal, así como presidente de la Comisión de Límites con Francia y Portugal y después pasó a ser jefe segundo en la Embajada en Argelia.
Desde el día 27 de junio de 2015, es el embajador de España en Mozambique y Suazilandia.